# Lenka Šindlerová
Lenka Šindlerová (4 de enero de 1964) es una deportista checoslovaca que compitió en judo. Ganó una medalla de plata en el Campeonato Europeo de Judo de 1989 en la categoría de –61 kg.

## Palmarés internacional
| Campeonato Europeo | Campeonato Europeo   | Campeonato Europeo | Campeonato Europeo |
| Año                | Lugar                | Medalla            | Categoría          |
| ------------------ | -------------------- | ------------------ | ------------------ |
| 1989               | Helsinki (Finlandia) | Medalla de plata   | –61 kg             |